# Copterline-Flug 103
Copterline-Flug 103 (Flugnummer AAQ103) ist ein Linienflug der Copterline vom Flughafen Tallinn zum Flughafen Helsinki-Malmi. Am 10. August 2005 um 12:40 Uhr stürzte ein Hubschrauber des Typs Sikorsky S-76 C+ kurz nach dem Start in Tallinn nahe der kleinen Insel Naissaar in die Tallinner Bucht. Bei dem Unfall kamen alle 14 Insassen ums Leben.

## Unfallhergang
Nach Informationen der finnischen Fluggesellschaft Copterline sollte der Hubschrauber planmäßig um 12:30 Uhr in Tallinn starten, um seinen Linienflug über den Finnischen Meerbusen nach Helsinki anzutreten. Es kam jedoch zu einer mehrminütigen Verspätung. Um 12:40 Uhr, nur zwei Minuten nach dem Start, brach der Funkkontakt ab. Als bereits knapp zehn Minuten später die ersten Rettungsteams an der Unfallstelle circa fünf Kilometer vor der Küste eintrafen, ragte nur noch das Heck des Helikopters aus dem Wasser. Kurz darauf versank das Wrack vollständig in der Ostsee, so dass eine rasche Bergung von Überlebenden unmöglich wurde. Wie der Sprecher der estnischen Rettungskräfte, Aivar Muriks, mitteilte, konnte sein Bergungsteam niemanden finden. Auch aus Finnland angeforderten Spezialisten gelang es bis zum Abend nicht, Opfer aus dem in 60 Meter Tiefe liegenden Hubschrauber zu bergen.
Am 11. August bargen Taucher die Leichen aller zwölf Passagiere sowie eines der beiden finnischen Piloten. Bei den Fluggästen handelte es sich um sechs Finnen, vier Esten und zwei US-Amerikaner. Sie wurden anschließend alle zur Obduktion nach Tallinn gebracht.
Die Leiche des zweiten Piloten wurde erst am 25. August entdeckt und geborgen.
Am 12. August schließlich wurde das in zwei Teile zerbrochene Wrack der Maschine gehoben, das zunächst per Schiff in den Tallinner Hafen und anschließend zum Flughafen gebracht wurde, wo eine eingehende Untersuchung begann.
Am 14. Februar 2006 wurde in einer Pressemitteilung bekannt gegeben, dass die Servos des Hauptrotors im Mittelpunkt der noch andauernden Untersuchungen stehen.

## Untersuchungen
Als wahrscheinlichste Absturzursache gilt bisher das zum Unfallzeitpunkt in der Region herrschende schlechte Wetter. Tags zuvor waren die Wettkämpfe der Leichtathletik-Weltmeisterschaften 2005 in Helsinki wegen wolkenbruchartiger Regenfälle und schweren Sturms unterbrochen worden. Die Fährlinien zwischen den beiden Hauptstädten Tallinn und Helsinki stellten ihren Betrieb ein. Laut dem Meteorologischen Institut in Helsinki herrschten über dem Finnischen Meerbusen zeitweise Windgeschwindigkeiten von bis zu 25 Meter pro Sekunde. Ermittlungen der estnischen Staatsanwaltschaft sollen nun klären, ob seitens der Fluglinie möglicherweise Flugsicherheitsbestimmungen verletzt wurden.
Auch wenn eine Untersuchung des Wracks angeordnet wurde, werden technische Mängel am Hubschrauber bisher weitgehend ausgeschlossen. Die letzte umfangreichere Überprüfung, die routinemäßig nach 50 Flugstunden abgehalten wird, fand am 21. Juli 2005 in Finnland statt. Dabei wurden keinerlei Mängel festgestellt. Die letzte Inspektion der Maschine, die im Jahr 2000 gebaut wurde und insgesamt 6253 Flugstunden hinter sich hatte, fand am 9. August 2005 statt. Auch bei dieser Kontrolle wurden keine Mängel entdeckt.
Der 41 Jahre alte Pilot und der 57-jährige Kopilot galten als sehr erfahren. Der Pilot stand über 20 Jahre als Flugkapitän eines Rettungshubschraubers in Diensten des finnischen Grenzschutzes und hatte 1994 an der Rettungsaktion für Überlebende beim Untergang der Ostseefähre Estonia teilgenommen. Der Kopilot Peter Frederiksson flog bereits seit 1995 für Copterline.
Weitere Ermittlungen sollen nun Licht ins Dunkel bringen. Definitiv ausschließen können die estnischen Behörden allerdings bereits einen Terroranschlag.
Derweil nahm Copterline weniger als 24 Stunden nach dem Unfall den Linienflugbetrieb zwischen Helsinki und Tallinn wieder auf, der Liniendienst wurde jedoch später eingestellt.